# Mary McDonnell
Mary McDonnell (ur. 28 kwietnia 1952 w Wilkes-Barre, Pensylwania) – amerykańska aktorka.

## Filmografia

### Filmy fabularne
- 1982: Amatorki (Money on the Side) jako Terri
- 1984: Garbo mówi (Garbo Talks) jako lady Capulet
- 1986: Odwaga (Courage) jako Gabriella Estrada
- 1987: W szachu (Matewan) jako Elma Radnor
- 1988: Tiger Warsaw jako Paula Warsaw
- 1990: Tańczący z wilkami (Dances with Wolves) jako Uniesiona Pięść
- 1991: Wielki Kanion (Grand Canyon) jako Claire
- 1992: Wygrać z losem (Passion Fish) jako May-Alice Culhane
- 1992: Włamywacze (Sneakers) jako Liz
- 1993: The American Clock jako Rose Baumler
- 1994: Drużyna asów (Blue Chips) jako Jenny
- 1996:Mariette in Ecstasy jako Prioress
- 1996: Próba uczuć (Woman Undone) jako Teri Hansen
- 1996: Dzień Niepodległości (Independence Day) jako Marilyn Whitmore
- 1997: Dwa słabe głosy (Two Small Voices) jako Sybil Goldrich
- 1997: Dwunastu gniewnych ludzi (12 Angry Men) jako sędzia
- 1998: Jeszcze mi podziękujesz (You Can Thank Me Later) jako Diane
- 1998: Hiszpańska mucha (Spanish Fly) jako głos matki Zoe
- 1998: Dowód z krwi (Evidence of Blood) jako Dora Overton
- 1999: Jak w masce (Behind the Mask) jako Mary Shushan
- 1999: W poszukiwaniu ojca (Replacing Dad) jako Linda Marsh
- 1999: Mumford jako Althea Brockett
- 2000: Magiczny zegar (For All Time) jako Laura Brown
- 2000: Tata kowboj (A Father's Choice) jako Susan Shaw
- 2001: Chestnut Hill jako Jane Eastman
- 2001: Donnie Darko jako Rose Darko
- 2002: The Medalion Locket jako Helen Staples
- 2003: Nola jako Margaret Langworthy
- 2004: Szczwany lis (Crazy Like a Fox) jako Amy Banks
- 2005: Pani Harris (Mrs. Harris) jako Vivian Schulte
- 2007: Battlestar Galactica: Razor jako prezydent Laura Roslin
- 2009: Killer Hair jako Rose Smithsonian
- 2010: Jimmy Nolan jako Beverly Miller
- 2011: Margin Call jako Mary Rogers
- 2011: Krzyk 4 (Scream 4) jako Kate Roberts

### Seriale telewizyjne
- 1980: As the World Turns jako Claudia Colfax
- 1984–1985: E/R jako dr Eve Sheridan
- 1995–1996: High Society jako Dorothy 'Dott' Emerson
- 1999: Ryan Caulfield: Year One jako Rachel Caulfield
- 2000–2002: Żarty na bok (That's Life) jako Jules O’Grady (gościnnie)
- 2001–2002: Ostry dyżur (ER) jako Eleanor Carter
- 2002: Dotyk anioła (Touched by an Angel) jako siostra Theodore (gościnnie)
- 2003: Battlestar Galactica jako Laura Roslin
- 2004–2009: Battlestar Galactica jako prezydent Laura Roslin
- 2008–2009: Chirurdzy (Grey's Anatomy) jako dr Virginia Dixon (gościnnie)
- 2009–2012: Podkomisarz Brenda Johnson (The Closer) jako kapitan Sharon Raydor (gościnnie)[1]
- 2012–2018: Mroczne zagadki Los Angeles (Major Crimes) jako kapitan Sharon Raydor

## Nagrody i nominacje

### Nagroda Akademii Filmowej
- 1990: Najlepsza aktorka drugoplanowa: Tańczący z wilkami (nominacja)
- 1992: Najlepsza aktorka pierwszoplanowa: Wygrać z losem (nominacja)

### Złoty Glob
- 1991: Najlepsza aktorka drugoplanowa: Tańczący z wilkami (nominacja)
- 1993: Najlepsza aktorka w filmie dramatycznym: Wygrać z losem (nominacja)

### Emmy
- 2002: Najlepszy gościnny występ w serialu dramatycznym – aktorka: Ostry dyżur (nominacja)

### Saturn
- 2009: Najlepsza aktorka telewizyjna: Battlestar Galactica